# Lista de estádios de futebol do Pará
Esta é uma lista dos estádios de futebol do Pará, com um breve resumo de suas informações.

## Estádios deBelém
| Estádio                             | Nome popular                         | Capacidade | Localidade                                       | Proprietário              | Time | Inauguração                 | Ref   |
| ----------------------------------- | ------------------------------------ | ---------- | ------------------------------------------------ | ------------------------- | --- | --------------------------- | ----- |
| Estádio Abelardo Conduru            | Abelardo Conduru                     | 3.000      | Distrito de Icoaraci                             | Pinheirense               | Pinheirense e Santa Rosa |                             |       |
| Centro Esportivo da Juventude       | CEJU                                 | 1.000      | Bairro Mangueirão, entorno do estádio Mangueirão | Governo do Estado do Pará | Todas equipes do Estado, principalmente da Região Metropolitana de Belém, majoritariamente em jogos de categorias de base e futebol feminino | (reinaugurado em 2014)      | [ 1 ] |
| Estádio Evandro Almeida             | Baenão                               | 13.792     | Bairro do Marco                                  | Remo                      | Remo | 1917 (reinaugurado em 2019) | [ 2 ] |
| Estádio Francisco Vasques           | Estádio do Souza                     | 6.000      | Bairro do Souza                                  | Tuna Luso                 | Tuna Luso | 1935                        | [ 3 ] |
| Estádio Jornalista Edgar A. Proença | Mangueirão, Estádio Olímpico do Pará | 53.635     | Bairro Mangueirão                                | Governo do Estado do Pará | Todas equipes do Estado, principalmente da Região Metropolitana de Belém                                                                     | 1978 (reinaugurado em 2023) | [ 4 ] |
| Estádio Leônidas Sodré de Castro    | Estádio da Curuzu                    | 16.200     | Bairro do Marco                                  | Paysandu                  | Paysandu | 1918                        | [ 5 ] |
| CT Clube do Remo                    | CT Rei da Amazônia, Ilha de Outeiro  | 5.000      | Distrito de Outeiro                              | Clube do Remo             | Clube do Remo |                             |       |
| Estádio São Sebastião               | São Sebastião                        | 3.000      | Distrito de Mosqueiro                            | Governo do Estado do Pará | Pedreira |                             |       |

## Estádios da Região Metropolitana e interior
| Estádio                                         | Nome popular                         | Capacidade | Localidade                               | Proprietário                                  | Time                                  | Inauguração                           | Ref |
| ----------------------------------------------- | ------------------------------------ | ---------- | ---------------------------------------- | --------------------------------------------- | ------------------------------------- | ------------------------------------- | --- |
| Estádio Agostinho do Livramento Silva           | Campo do Luzeiro                     |            | Vigia                                    |                                               | Tiradentes                            | 1952                                  |     |
| Estádio Municipal Alacid Nunes                  | Alacidão                             |            | Salinópolis                              | Prefeitura de Salinópolis                     |                                       |                                       |     |
| Estádio Municipal Arlindo Cardoso               | Cardosão                             |            | Santa Bárbara do Pará                    | Prefeitura de Santa Bárbara do Pará           |                                       |                                       |     |
| Estádio Municipal Begozão                       |                                      |            | Benevides                                | Prefeitura de Benevides                       |                                       |                                       |     |
| Estádio Municipal José Rufino de Souza          | Gavião Real, Rufinão                 | 3.500      | Capitão Poço                             | Prefeitura de Capitão Poço                    | Capitão Poço                          | 28 de dezembro de 2019                |     |
| Estádio Municipal Antônio Dias                  | Navegantão                           | 8.200      | Tucuruí                                  | Prefeitura de Tucuruí                         | Independente                          | 1989                                  |     |
| Estádio Municipal Antônio Firmino Bento         | Bentão                               |            | Garrafão do Norte                        |                                               |                                       |                                       |     |
| Arena Itacaiúnas Asdrúbal Bentes                | Asdrubão                             | 4.000      | Vila São José, em Marabá                 | Águia de Marabá                               |                                       | 28 de dezembro de 2024                |     |
| Arena Marajó                                    |                                      | 12.000     | Breves                                   | Prefeitura Municipal de Breves                | Tapajós / Atlético Marajó             | 25 de novembro de 2024                |     |
| Arena do Município Verde                        |                                      | 10.000     | Paragominas                              | Prefeitura Municipal de Paragominas           | Paragominas                           | 2012                                  |     |
| Estádio Municipal Azamor Cardoso                | Carecão                              | 6.000      | Conceição do Araguaia                    | Prefeitura Municipal de Conceição do Araguaia |                                       |                                       |     |
| Colosso do Tapajós                              | Barbalhão                            | 8.500      | Bairro Aeroporto Velho, em Santarém      | Governo do Estado do Pará                     | São Francisco, São Raimundo e Tapajós | 1987                                  |     |
| Campo Danilo Maia                               |                                      |            | Santarém                                 | Liga Esportiva de Santarém                    | Amazônia Independente                 |                                       |     |
| Estádio Edilson Abreu                           | Abreuzão                             | 2.000      | Centro de Santa Izabel do Pará           | Izabelense                                    | Izabelense                            |                                       |     |
| Estádio Everaldo Martins                        | Panterão                             |            | Santarém                                 | São Raimundo-PA                               | São Raimundo                          |                                       |     |
| Estádio Humberto Parente                        |                                      | 3.100      | Centro de Abaetetuba                     | Abaeté                                        | Abaeté e Vênus                        |                                       |     |
| Estádio Ipixunão                                |                                      | 5.000      | Ipixuna do Pará                          | Prefeitura de Ipixuna do Pará                 |                                       |                                       |     |
| Estádio Jaime Sena Pimentel                     | Arena Crocodilo                      | 1.000      | Itupiranga                               | Prefeitura Municipal de Itupiranga            | Itupiranga                            |                                       |     |
| Estádio Jaozão                                  |                                      |            | Mãe do Rio                               | Prefeitura de Mãe do Rio                      | Santa Rosa                            |                                       |     |
| Estádio Municipal José Benedito de Melo         |                                      | 1.000      | Belterra                                 | Prefeitura de Belterra                        | Amazônia Independente                 |                                       |     |
| Estádio Municipal José Marino Bandeira de Matos | Bandeirão                            | 2.000      | Jardim Oriente Independente, em Altamira | Prefeitura de Altamira                        | Altamira                              |                                       |     |
| Estádio Municipal José Firmino                  |                                      |            | Brejo Grande do Araguaia                 | Prefeitura de Brejo Grande do Araguaia        |                                       |                                       |     |
| Estádio José Raimundo Roseno Araújo             | Rosenão                              | 10.000     | Parauapebas                              | Prefeitura de Parauapebas                     | Atlético Paraense e Parauapebas       |                                       |     |
| Estádio Leandro Pinheiro                        |                                      | 1.500      | Bairro Areia Branca, em Capanema         | Prefeitura de Capanema                        |                                       |                                       |     |
| Estádio Lourival Campos Cunha                   | Barcarenão                           | 4.000      | Barcarena                                | Prefeitura Municipal de Barcarena             | Tiradentes                            |                                       |     |
| Estádio Lúcio Antunes                           |                                      | 5.000      | Bom Jesus do Tocantins                   |                                               |                                       |                                       |     |
| Estádio Manoel Claro Leite                      | Alto Paraná                          | 3.000      | Redenção                                 |                                               | Redenção EC                           |                                       |     |
| Estádio Mário Couto                             | Coutão                               | 5.000      | Distrito de Cuiarana, em Salinópolis     | Santa Cruz de Cuiarana                        | Santa Cruz de Cuiarana                |                                       |     |
| Estádio Municipal Luiz Furtado Rebelo           | Estádio Municipal de Breves, Rebelão | 7.000      | Breves                                   | Prefeitura de Breves                          |                                       | 2008                                  |     |
| Estádio Maximino Porpino Filho                  | Modelão                              | 5.000      | Bairro Estrela, em Castanhal             | Prefeitura Municipal de Castanhal             | Castanhal                             | 1947                                  |     |
| Estádio Municipal Benezão                       | Benezão                              | 3.000      | Canaã dos Carajás                        |                                               |                                       |                                       |     |
| Estádio Municipal Francisco Paulo Tavares Silva | Estrelão                             | 3.000      | Augusto Corrêa                           | Prefeitura de Augusto Corrêa                  | Caeté, São Francisco e Urumajó        |                                       |     |
| Estádio Municipal Mulatão                       |                                      |            | Jacundá                                  | Prefeitura de Jacundá                         |                                       |                                       |     |
| Estádio Padre Expedito Machado                  | Paroquial                            | 800        | Bragança                                 | Prefeitura de Bragança                        |                                       |                                       |     |
| Estádio Padre João                              | Arena Xingu                          | 5.000      | Vitória do Xingu                         | Prefeitura de Vitória do Xingu                |                                       |                                       |     |
| Estádio Municipal Orfelino Martins Valente      | Parque do Bacurau                    | 5.000      | Cametá                                   | Prefeitura de Cametá                          | Cametá                                | 22 de junho de 2007                   |     |
| Estádio São Benedito                            | Diogão                               | 5.000      | Bragança                                 | José Diogo (Privado)                          | Bragantino e Caeté                    | 1919                                  |     |
| Arena Serrinha                                  | Arena Serrinha                       | 1.000      | Bairro Serrinha - Redenção               | Prefeitura de Redenção                        | Liga Esportiva de Redenção            |                                       |     |
| Estádio Municipal João Cardoso                  | Janjão                               | 1.000      | Bairro Aviação, em Moju                  | Prefeitura de Moju                            | Santos Athlético                      |                                       |     |
| Estádio Teófilo Alves da Silva                  | Cajueirão                            | 8.000      | Salinópolis                              |                                               |                                       |                                       |     |
| Estádio Simão Jatene                            | Jatenão                              | 2.000      | Novo Progresso                           | Prefeitura de Novo Progresso                  |                                       | 2004                                  |     |
| Estádio Municipal Zinho de Oliveira             |                                      | 5.000      | Bairro Francisco Coelho, em Marabá       | Prefeitura Municipal de Marabá                | Águia de Marabá e Gavião Kyikatejê    | Década de 1970 (reinaugurado em 2013) |     |
| PowerFut Arena Sport                            |                                      |            | Ananindeua                               |                                               | Urumajó                               |                                       |     |

## Estádios em construção ou inacabados
| Estádio                         | Nome popular | Capacidade      | Localidade | Proprietário             | Projetado | Situação    |
| ------------------------------- | ------------ | --------------- | ---------- | ------------------------ | --------- | ----------- |
| Estádio Municipal de Ananindeua |              | 25.000          | Ananindeua | Prefeitura de Ananindeua | 2008      | paralisado  |
| Estádio Municipal de Marabá     |              | 3.000 (Inicial) | Marabá     | Prefeitura de Marabá     | 2010      | finalização |

## Centros de Treinamento
| Nome                                                         | Capacidade | Localidade | Proprietário        | Inauguração |
| ------------------------------------------------------------ | ---------- | ---------- | ------------------- | ----------- |
| Centro Esportivo Estrela                                     | 1.000      | Ananindeua |                     |             |
| Centro de Treinamento José Reinaldo Pismel (Ninho do Japiim) |            | Castanhal  | Castanhal           |             |
| Centro de Treinamento da Desportiva Paraense                 | 800        | Marituba   | Desportiva Paraense |             |
| Centro de Treinamento do Paraense                            | 500        | Marituba   | Paraense            |             |
| Centro de Treinamento do Rei da Amazônia                     | 5.000      | Belém      | Remo                |             |